# Surgical Strike
Surgical Strike è un videogioco in FMV sviluppato da The Code Monkeys e pubblicato da Sega of America per Sega Mega CD. Fu pubblicato il 6 novembre 1993 nel Nord America e nel corso dello stesso anno in Europa. Una versione migliorata del gioco per Sega 32X venne pubblicata da Tec Toy in Brasile nel 1995.

## Trama
Un pericoloso terrorista mediorientale lancia missili su innocenti cittadine. Le nazioni unite, per combattere il terrorismo, creano una squadra di forze speciali chiamata Surgical Strike con un efficiente battaglione meccanizzato. Ogni unità è composta da quattro specialisti (incluso il giocatore) altamente addestrati e dotati di un hovercraft pesantemente armato.

## Modalità di gioco
Surgical Strike è uno sparatutto su rotaia in FMV. Il giocatore guida un hovercraft e deve muovere il mirino con i tasti direzionali e sparare in tempo ai nemici o con la mitragliatrice gatling (tasto A) o con i missili (tasto B) e quando è possibile può cambiare direzione tramite il tasto C e il tasto direzionale per muoversi nella direzione desiderata e può consultare una mappa con il tasto direzionale desiderato.